# Edgar Aristide Maranta
Edgar Aristide Maranta, O.F.M.Cap., conhecido como Edgar Maranta (9 de janeiro de 1897 - 29 de janeiro de 1975) foi um prelado suíço da Igreja Católica que passou a maior parte de sua carreira em Dar es Salaam, sendo 23 anos como delegado apostólico de 1930 a 1953 e 15 anos como arcebispo.

## Biografia
Aristide Maranta nasceu em Poschiavo, Suíça, filho de Riccardo e Catarina (Reba) Maranta, em 9 de janeiro de 1897. Seu pai era alfaiate e organista. Estudou nos colégios capuchinhos de Appenzell e Stans. Ele interrompeu os estudos para cumprir dois anos de serviço militar obrigatório.
Ele adotou "Edgar" como seu nome franciscano quando se juntou formalmente à ordem em Lucerna em 1917 e foi ordenado sacerdote da Ordem dos Frades Menores Capuchinhos em 6 de abril de 1924. Ele realizou um trabalho missionário na Tanzânia em cerca de 1925 e depois dedicou dois anos para estudar administração escolar em Londres. De 1928 a 1930, ele fundou e administrou uma escola em Kwiro, na Tanzânia, estruturada para atender aos padrões do governo colonial britânico. Seu trabalho incluiu o estabelecimento de uma fazenda para abastecer a escola, melhorar o acesso rodoviário e usar suas habilidades como mecânico.
Em 27 de março de 1930, o Papa Pio XI o nomeou Vigário Apostólico de Dar es Salaam, tornando-o bispo e atribuindo-lhe a sede titular de Vinda. Ele recebeu sua consagração episcopal em 17 de agosto de 1930 do Arcebispo Arthur Hinsley, que era então Delegado Apostólico para as Missões na África. Maranta tinha apenas 33 anos e é considerado por alguns como o bispo mais jovem do mundo.  Em uma década, ele aumentou o número de estações missionárias de oito para dezessete e melhorou as condições de vida de seus funcionários, com atenção especial à saúde. Durante a Segunda Guerra Mundial, ele elaborou um acordo para troca de funcionários com beneditinos alemães para que as autoridades britânicas não os deportassem. No final da década de 1940, ele ergueu um seminário e expandiu os serviços hospitalares.
Em 1941, começando com cinco meninas, ele fundou a Congregação das Irmãs da Caridade de São Francisco de Assis em Mahenge.
O Papa Pio XII nomeou-o primeiro arcebispo de Dar es Salaam quando erigiu a arquidiocese em 25 de março de 1953. Em 27 de dezembro de 1962, a Itália o nomeou Grande Oficial da Ordem do Mérito da República Italiana. Como arcebispo, seu objetivo era estabelecer uma "cultura eurocêntrica", organizando grandes eventos onde "estudantes bem-comportados, cadetes disciplinados e fiéis vestidos com roupas europeias acompanhavam sua entrada magnífica na catedral de Dar es Salaam com uma longa cauda em dias festivos". Ele se opôs à criação de um convento ou noviciado capuchinho em sua arquidiocese, acreditando que a região precisava de missionários ativos.
Maranta participou de todas as quatro sessões do Concílio Vaticano II. Após o Concílio, ele liderou a Conferência Episcopal da Tanzânia. Ele recebeu as responsabilidades adicionais de Administrador Apostólico de Zanzibar e Pemba de 12 de dezembro de 1964 a 9 de maio de 1966.
Após a conquista da independência das antigas colônias europeias e a criação da Tanzânia, Maranta ofereceu sua renúncia para permitir a nomeação de um arcebispo indígena. O Papa Paulo VI aceitou a sua renúncia em 19 de dezembro de 1968, atribuindo-lhe a sede titular de Castrum. Na aposentadoria, ele viveu na Suíça com seu irmão, que era pastor em San Vittore. Maranta foi sucedido um ano depois por Laurean Rugambwa, que se tornou o primeiro cardeal nativo africano em 1960.
Ele morreu aos 78 anos em 29 de janeiro de 1975 em Sursee, Suíça.

## Ordenações episcopais
Dom Edgar Maranta foi o principal sagrante dos seguintes bispos:
- Dom Anthony Victor Haelg

Dom Edgar Maranta foi consagrante dos seguintes bispos:
- Dom Attilio Beltramino
- Dom Elias Mchonde